# 九州郵船
九州郵船（きゅうしゅうゆうせん）は、福岡県福岡市博多区に本社を置く海運会社。九州北部と壱岐・対馬を結ぶ航路を運営している。また、旅客・車両・貨物だけではなく同区間の郵便運送事業も行っている。

## 沿革
- 1920年（大正9年）8月15日 - 対馬商船株式会社を設立する。[2]
  - 資本金4,000円。
  - 航路は7路線（1 博多・壱岐・対馬線、2 長崎・壱岐・対馬線、3 博多・釜山線、4 博多・壱岐・対馬東沿岸線、5 博多・壱岐・対馬西沿岸線、6 博多・壱岐線、7 不定期線）
- 1923年（大正12年）4月25日 - 貨客船「睦丸」が竣工。元良式スタビライザー（今日のフィンスタビライザーの前身）を装備した最初の船。[2]
- 1929年（昭和4年） - 北九州商船株式会社に改称する。[2]
  - 対馬沿岸商船株式会社の設立により、対馬東西沿岸航路を移譲。
- 1935年（昭和10年） - 九州郵船株式会社に改称する。[2]
- 1945年（昭和20年）10月14日 - 博多〜壱岐・対馬航路の貨客船「珠丸」（800トン）が触雷し沈没。
  - 死亡・行方不明者は公式には541名、非公式には800名以上の惨事となる。※詳細は、珠丸#珠丸事故を参照。

- 1947年（昭和22年）
  - 博多〜壱岐・対馬航路に貨客船「大衆丸」（848トン）（旧日本陸軍のSS艇〈輸送艇〉からの改造）および、客船「阿多田丸」（旧日本海軍の飛行機救難船からの改造）が就航[2]。
  - 長崎〜壱岐・対馬航路に貨客船「（功（いさお）丸」が就航する[2]。
- 1951年（昭和26年）4月 - 対馬沿岸商船を吸収合併し、対馬東西沿岸航路が再び九州郵船の経営となる。
- 1953年（昭和28年) - 博多〜壱岐・対馬航路に「男島丸」（349トン）が就航する。
- 1957年（昭和32年）2月24日 - 博多〜壱岐・対馬航路に「壹州（壱州）[3]丸」（586トン）が就航する[2]。
- 1959年（昭和34年）11月 - 唐津・呼子〜印通寺・郷ノ浦航路に貨客船「梓丸」が就航する[2]。
- 1963年（昭和38年）11月3日 - 博多〜壱岐・対馬航路に「對州（対州）[4]丸」（642トン）が就航する[2]。
- 1967年（昭和42年）下関〜比田勝航路に「関州（せきしゅう）丸」（500トン）が就航する。
  - 上記の「壹州（壱州）丸」「對州（対州）丸」「関州丸」と同時期に、「博州（はくしゅう）丸」という旅客船も就航していた。また、当時の同航路は、壱岐北部の勝本港にも寄港していた。
- 1969年（昭和44年）7月2日 - 博多〜壱岐・対馬航路に「あそう丸」（1,000トン）が就航する。
  - 小規模ではあるが車両航送能力を有しており、セミフェリーと呼ばれた。
- 1970年（昭和45年）7月 - 印通寺-呼子間に「フェリー壱岐」（400トン）が就航[2]。
- 1971年（昭和46年）6月 - 印通寺-呼子間に「フェリー呼子」（532トン）が就航[2]。
- 1972年（昭和47年）10月30日 - 博多〜壱岐・対馬航路に初の本格的なフェリー「フェリーつしま」（1,560トン）が就航する[2]。
- 1974年（昭和49年）4月 -  博多～壱岐・対馬航路で使用される船舶の大型化の影響から、それに対応できない勝本港への寄港を終了。
- 1975年（昭和50年）4月28日 - 博多〜壱岐・対馬航路にフェリー「フェリーはかた」（約1,800トン）が就航。同航路はフェリー2隻による1日2往復体制となる[2]。
- 1979年（昭和54年） - 小倉〜比田勝航路にフェリー「フェリーあがた」が就航する。
- 1980年（昭和55年）7月 - 博多〜壱岐航路に単胴型高速船「シーエース」が就航する[2]。耐航性などの問題から、冬季は運休していた。
- 1983年（昭和58年） - フェリー壱岐に代わって、「フェリーげんかい」（675トン）が印通寺-呼子航路を就航[2]。
- 1987年（昭和62年） - フェリー呼子に代わって、「フェリーあずさ」（682トン）が印通寺-呼子航路を就航[2]。
- 1989年（平成元年） - 博多〜壱岐・対馬航路にフェリー「ニューつしま」が就航し、「フェリーつしま」の運航を終了する[2]。
- 1990年（平成2年） - 高速船「シーエース」の運航を終了する[2]。
- 1991年（平成3年）3月 - 博多〜壱岐・対馬航路に初のジェットフォイル「ヴィーナス」が就航する[2]。
- 1994年（平成6年）4月1日 - 博多〜壱岐・対馬航路にフェリー「フェリーちくし」が就航し、「フェリーはかた」の運航を終了する[2]。
- 1998年（平成10年） - 小倉〜比田勝航路の運航経路を、博多〜比田勝に変更する。
- 2000年（平成12年） - 博多〜壱岐・対馬航路にジェットフォイル「ヴィーナス2」が就航する[2]。
- 2001年（平成13年）11月6日 - ジェットフォイル航路を比田勝港まで延伸する。
- 2003年（平成15年） - 博多〜壱岐・対馬航路のうち、フェリーの深夜運航を開始する。
- 2006年（平成18年）12月1日　- 印通寺港ターミナル建替工事のため、壱岐側の発着港を印通寺港から郷ノ浦港へ一時変更する（翌年2月末日まで）。
- 2007年（平成19年）
  - 4月1日 - 印通寺〜呼子航路の運航経路を、印通寺〜唐津（唐津東港）に変更する。同航路にフェリー「エメラルドからつ」が就航する。
  - 4月3日 - 博多〜比田勝航路の就航船を「フェリーあがた」から「フェリーげんかい」に変更する。
- 2012年（平成24年）
  - 3月31日 - 「ニューつしま」の運航を終了。
  - 4月1日 - 「フェリーきずな」が就航。博多-壱岐-対馬航路の運賃を改定（値下げ）。
- 2018年（平成30年）7月23日 - JR九州高速船の運航する福岡-釜山航路の高速船ビートルの一部座席を利用し、博多-比田勝航路に対馬混乗便の運航を開始[5][6]。
- 2019年（平成31年）3月31日 - 唐津東〜印通寺航路のフェリーあずさ運航終了。これに伴い、4月1日同航路にダイヤモンドいきが就航。
- 2021年（令和3年）7月1日[7] - 博多〜比田勝航路の就航船を「フェリーげんかい」から新造船[8]「フェリーうみてらし[9]」に変更[9]。

## 航路
博多港から壱岐・対馬への航路にフェリーおよびジェットフォイルを、唐津港から印通寺航路と博多・比田勝航路にフェリーをそれぞれ運航している。
運賃については、燃料油価格変動調整金制度が導入されており、燃料価格の市況などを経営的に判断し、事前に発表のうえ加算されることがある。

### フェリー
博多 - 壱岐・対馬航路
- 博多港博多埠頭（福岡市） - 郷ノ浦港または芦辺港（壱岐市） - 厳原港（対馬市）

博多 - 壱岐 - 対馬便のほか、壱岐折り返し便や博多 - 対馬間直航便もある。
唐津 - 印通寺航路
- 唐津東港（唐津市） - 印通寺港（壱岐市）

博多 - 比田勝航路
- 博多港博多埠頭 - 比田勝港国内線ターミナル（上対馬町）

### 高速船（ジェットフォイル）
博多 - 壱岐・対馬航路
- 博多港博多埠頭 - 郷ノ浦港または芦辺漁港 - 厳原港

博多 - 壱岐 - 対馬便のほか、壱岐折り返し便や博多 - 対馬間直航便もある。
以前は厳原港から比田勝港に延伸していたこともあった。
2018年（平成30年）7月23日より、JR九州高速船の運航する福岡-釜山航路の高速船ビートルの一部座席を利用して、博多-比田勝航路に対馬混乗便を運航開始した。

## 船舶

### フェリー
フェリーの塗装は、長らく船体下部が黄緑、船体上部と上構が白という塗装が続いたが、「ニューつしま」以降は船体全体が白に、水色（唐津-印通寺航路は緑）と青のラインが入っている。ファンネルとマストの色は船によって異なる。
博多 - 壱岐・対馬航路
- フェリーちくし

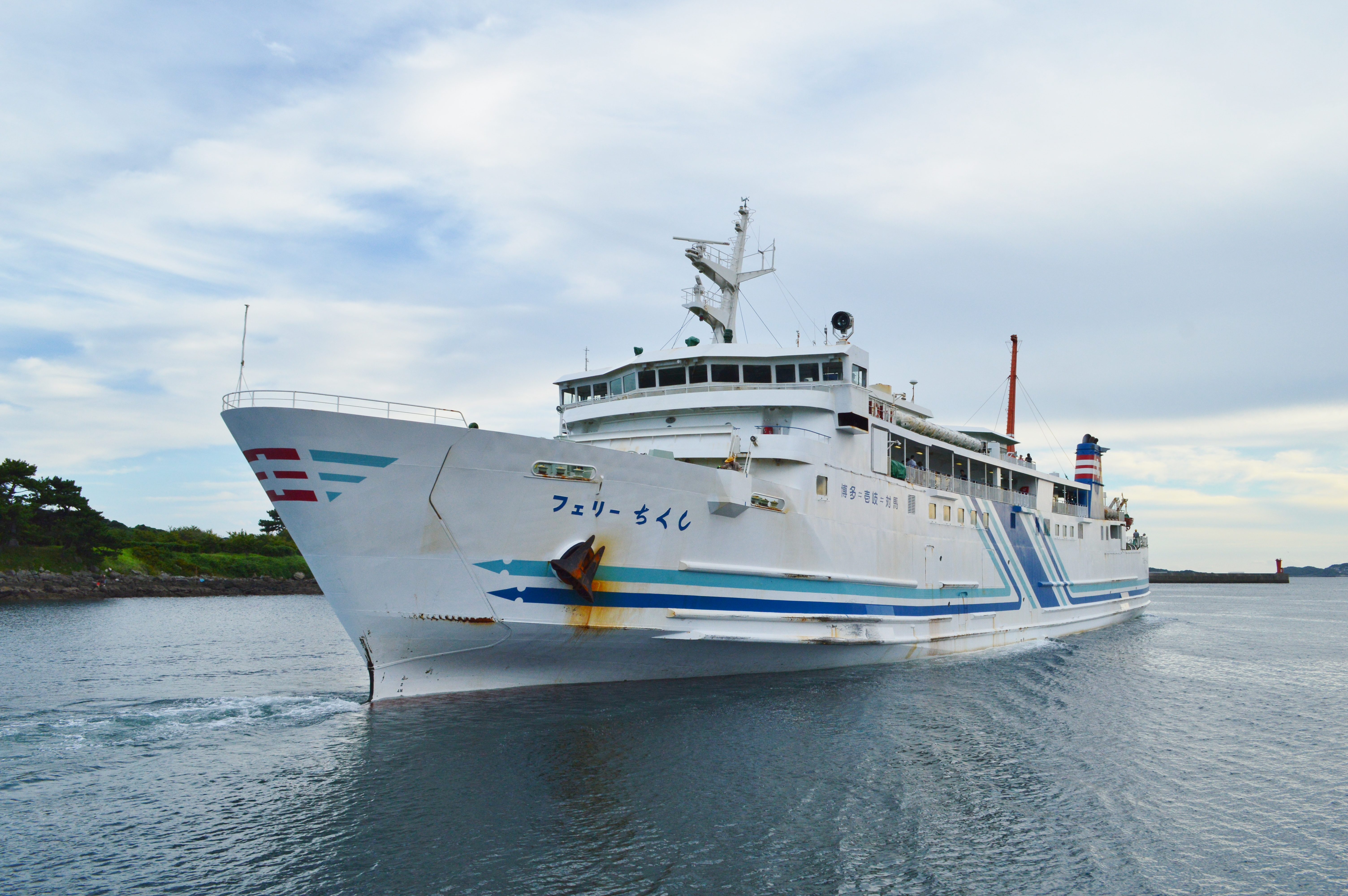
フェリーちくし

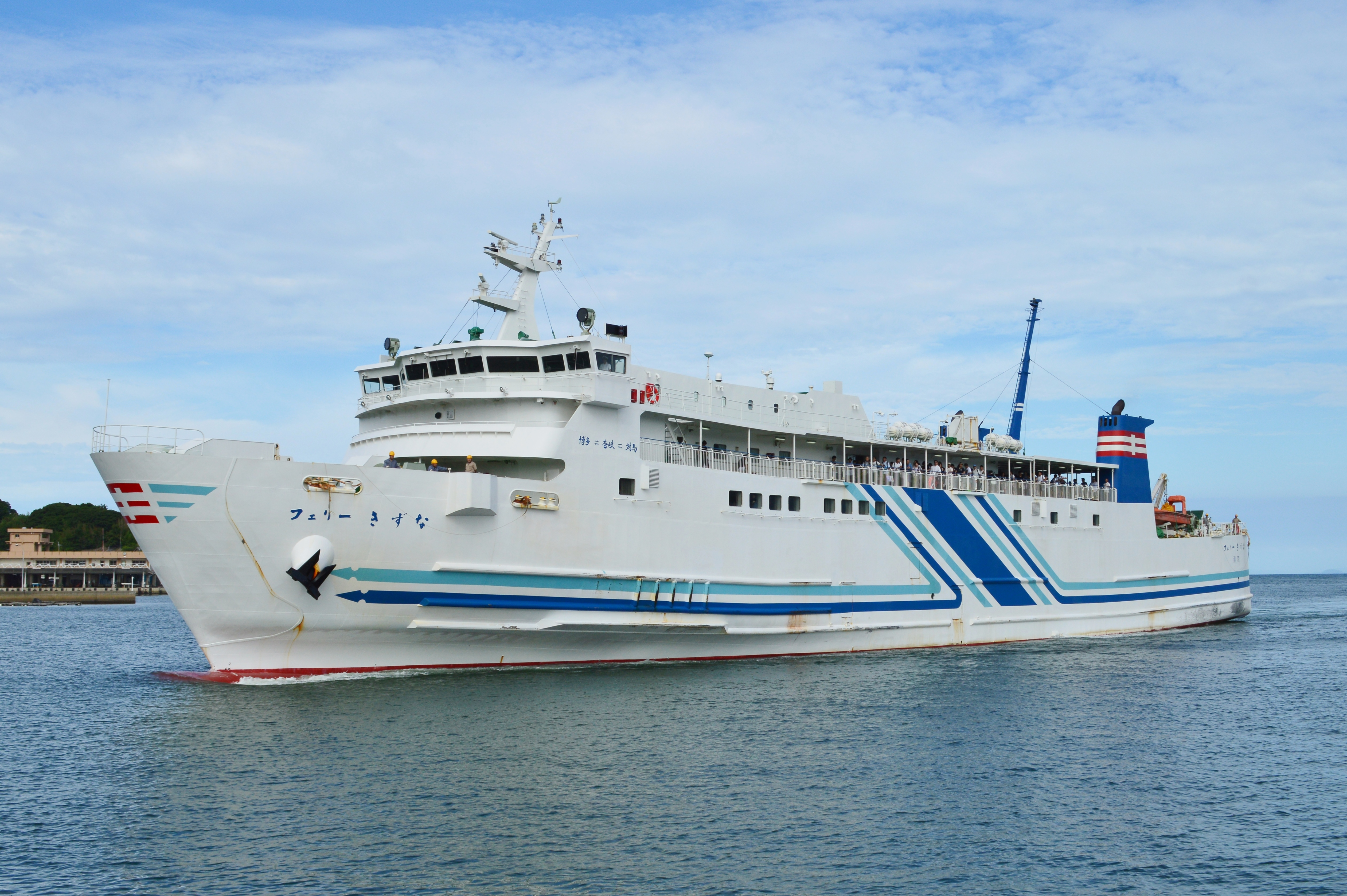
フェリーきずな

- 1994年（平成6年）竣工・同年4月1日就航。1,926総トン、全長97.4m、幅14.6m、出力8,000馬力、航海速力19.0ノット。
- 旅客定員674名（多客時のみ924名）。 内海造船　瀬戸田建造。
- 客室：1等、2等指定（特2等）、2等
- かつては売店・軽食コーナーが設置されていたが、現在は撤去されている。船内にはカップヌードル・スナック菓子とジュース・ビールの自動販売機がある。

- フェリーきずな

- 2012年（平成24年）竣工・就航。1,809総トン、全長94.1m、幅 14.8m、出力8,000馬力、航海速力19.4ノット。
- 旅客定員 最大678名。 臼杵造船所建造。
- 客室 : 1等、2等指定（特2等）、2等
- 新しく旅客用エレベーター・多目的トイレ・車椅子用客室スペースを備えバリアフリー対策がなされている。
- 燃料消費量が10％減、振動対策として防振ゴムを、臭気対策として海水ではなく清水を使用。船の揺れを少なくするフィンスタビライザーを「ニューつしま（退役）」「フェリーちくし」「エメラルドからつ」と同様に装備し、旋回能力を上げるためにバウスラスターを装備。

唐津 - 印通寺航路
- エメラルドからつ

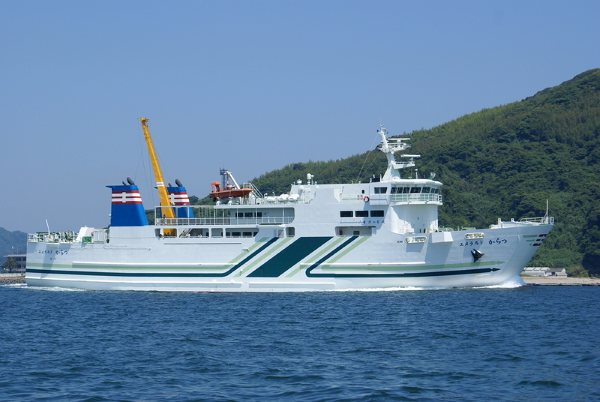
エメラルドからつ

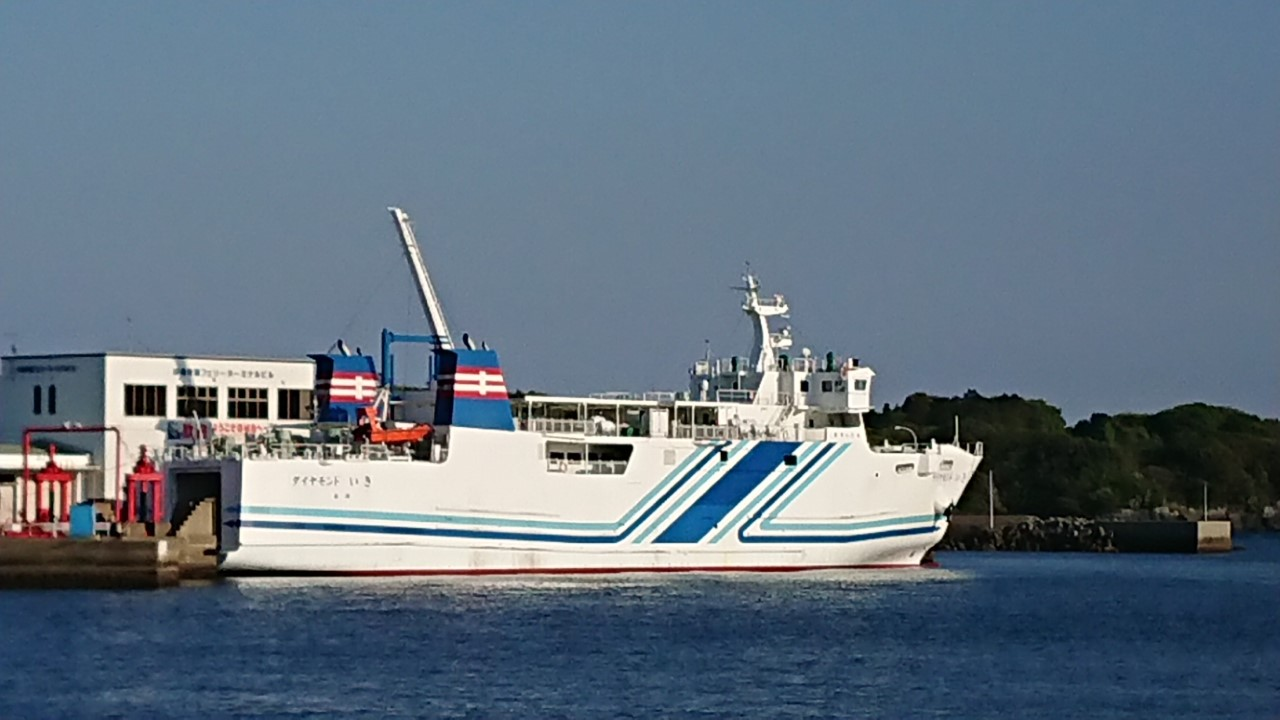
ダイヤモンドいき

- 2007年竣工・就航。984総トン、航海速力15.5ノット。
- 旅客定員350名。熊本ドック（八代）建造。
- 客室 : 2等のみ（「フェリーあずさ」と比較して椅子席が多い。）
- 売店・軽食コーナーはない。
- 唐津港への新規航路就航に伴い就役した。同社の船舶では初めて旅客用エレベーターが設置されるなど、バリアフリー対応がなされている。

- ダイヤモンドいき

- 2019年4月1日就航。932総トン、全長75.7m、航海速力14.8ノット。
- 旅客定員350名。山中造船（大島）建造。
- 長崎県の離島地域交流促進基盤強化事業で建造費が補助され、航路運賃の値下げが行われた。

博多 - 比田勝航路
- うみてらし

- 2021年（令和3年）7月竣工。1,125総トン型、全長81.50m、幅13.4m、航海速力17.0ノット。
- 旅客定員174名。臼杵造船所（大分県）で建造。
- 動揺軽減装置、エレベーターが設置された。
- 所要時間が従来の5時間50分から4時間55分に短縮された。
- 船名の「うみてらし」は対馬を代表する花木ヒトツバタゴの別名。

### 高速船（ジェットフォイル）
塗装は、就役当初から白に赤いラインである。
博多 - 壱岐・対馬航路
- ヴィーナス

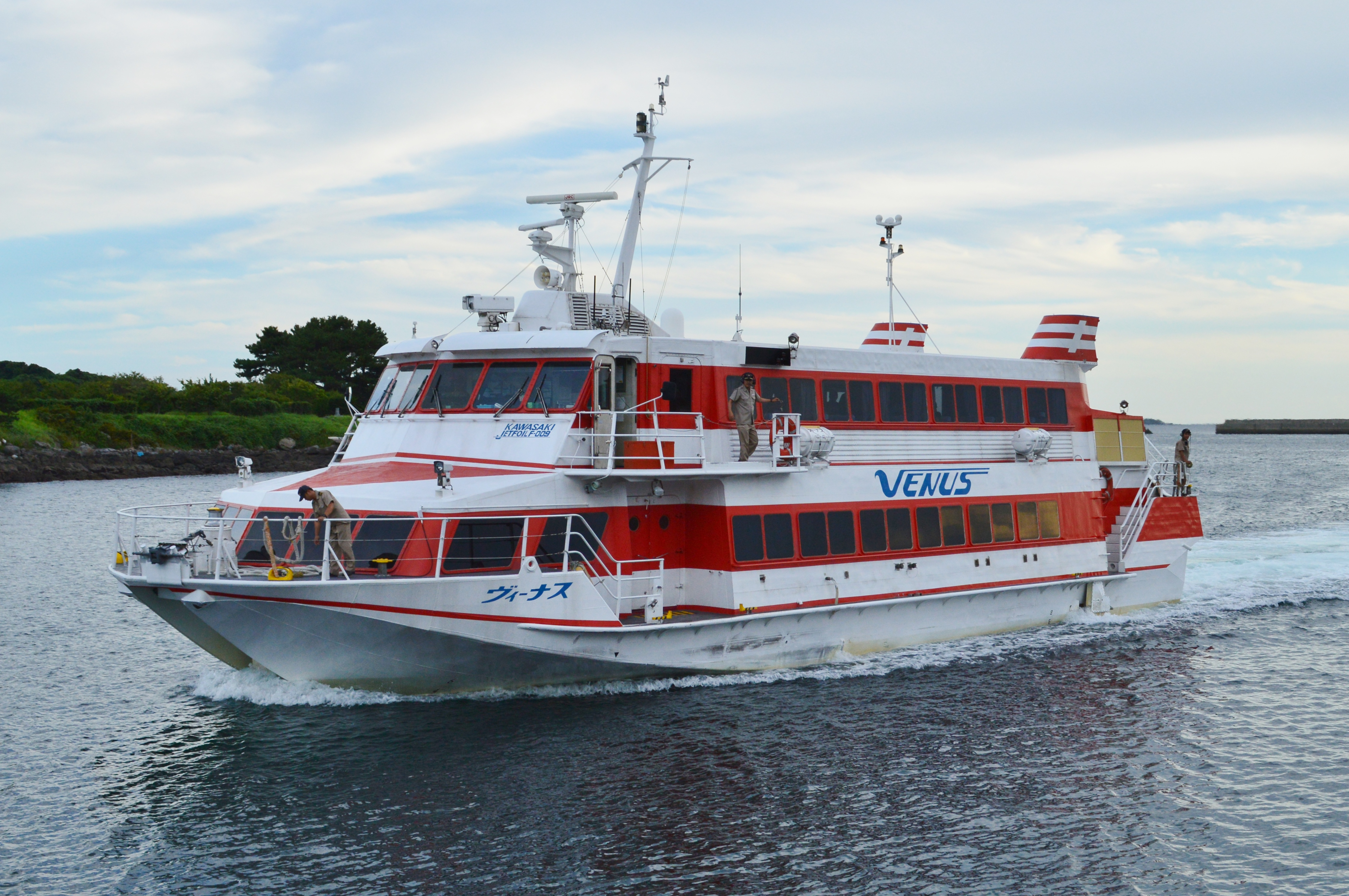
ヴィーナス

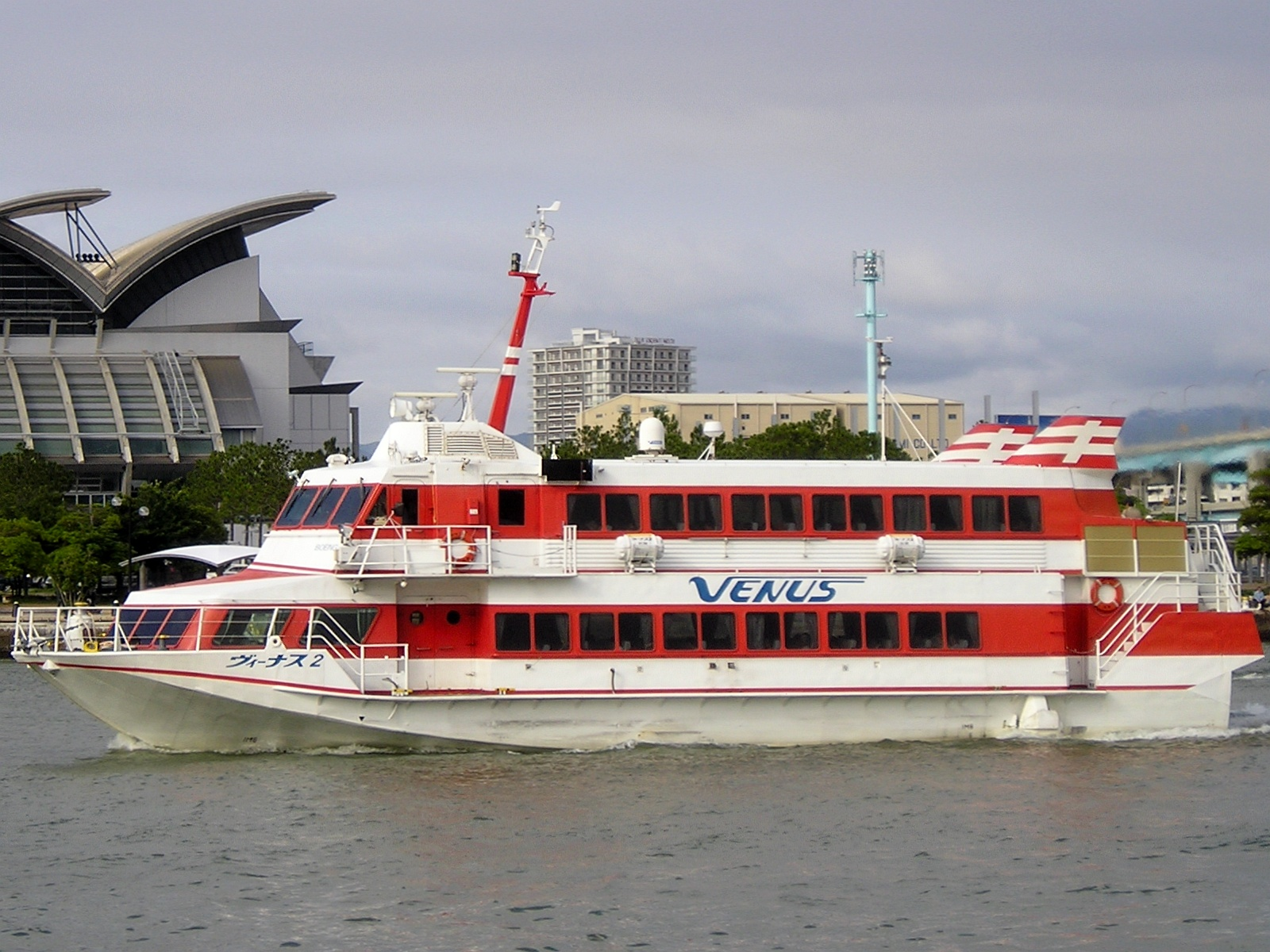
ヴィーナス2

- 1991年竣工、同年4月14日就航。163総トン、全長30.3m、幅8.5m、出力7,600馬力、航海速力 約40ノット。
- 旅客定員257名。川崎重工業神戸建造。

- ヴィーナス2

- 1985年竣工、2000年4月1日就航。163総トン、全長27.4m、幅8.5m、出力7,600馬力、航海速力 約40ノット。
- 旅客定員257名。ボーイング建造。
- 元関西汽船「ジェット8」、佐渡汽船「ファルコン」を経て購入。

### かつて就航していた船舶

#### 貨客船
- 大衆丸→韓水丸[14]
  - 1943年竣工、占部造船建造の上陸用舟艇を改造。
  - 847.53総トン、登録長61.37m、型幅9.60m、型深さ4.60m、ディーゼル2基、機関出力1,100ps、航海速力12ノット、旅客定員国際207名・国内406名。
  - 1963年に改名、関西汽船「なにわ丸」、大韓海運「アリラン」「トラジ」と共同配船による阪神 - 下関・小倉 - 釜山の国際航路にも就航した[15]。
- 泰丸[16]
  - 1953年12月20日竣工、佐野安船渠建造。
  - 163.03総トン、垂線間長29.61m、型幅6.00m、型深さ2.70m、ディーゼル1基、機関出力260ps、航海速力10ノット、旅客定員101名。
- 縣丸[17]
  - 1954年12月1日竣工、佐野安船渠建造。
  - 154.56総トン、垂線間長29.61m、型幅6.00m、型深さ2.70m、ディーゼル1基、機関出力310ps、航海速力12.8ノット、旅客定員92名。
- 壹州丸[18]
  - 1957年2月22日竣工、日立造船向島工場建造。
  - 586.53総トン、全長55.16m、型幅8.80m、型深さ3.90m、ディーゼル1基、機関出力1,040ps、航海速力13.5ノット、旅客定員306名。
  - 博多 - 壱岐 - 対馬航路に就航。
- 梓丸[19]
  - 1959年12月20日竣工、佐野安船渠建造。
  - 121.1総トン、全長31.67m、型幅5.70m、型深さ2.50m、ディーゼル1基、機関出力320ps、航海速力11ノット。旅客定員108名。
- 対州丸[20]
  - 1963年10月31日竣工、三菱重工業下関造船所建造。
  - 642.07総トン、全長55.35m、型幅8.75m、型深さ4.20m、ディーゼル1基、機関出力1,520ps、航海速力14ノット、旅客定員425名。
  - 博多 - 壱岐 - 対馬航路に就航。
- 博州丸[14]
  - 1965年8月竣工、田熊造船所建造。
  - 475.84総トン、全長49.05m、型幅8.10m、型深さ3.40m、ディーゼル1基、機関出力1,400ps、航海速力14ノット、旅客定員350名。
- 関州丸[14]
  - 1961年12月竣工、1967年就航(買船)、佐野安船渠建造、もと阿波国共同汽船「うらら丸」。
  - 467.16総トン、全長47.02m、型幅8.40m、型深さ3.50m、ディーゼル1基、機関出力1,000ps、航海速力13ノット、旅客定員284名。

#### フェリー
- あそう丸[21]
  - 1969年6月竣工、田熊造船建造。
  - 951.09総トン、全長67.24m、型幅11.6m、型深さ4.4m、ディーゼル2基、機関出力3,200ps、航海速力15.5ノット。
  - 旅客定員681名、乗用車8台。
  - 1979年韓国に売船。
- フェリー壱岐[21]
  - 1970年6月竣工、臼杵鉄工所建造。
  - 391.28総トン、全長45.2m、型幅9.6m、型深さ3.5m、ディーゼル2基、機関出力1,400ps、航海速力12.5ノット。
  - 旅客定員209名、乗用車20台。
  - 1987年安田産業汽船に売船、「フェリーれいしゅう」に改名。
- フェリー呼子[22]
  - 1971年6月竣工、同月18日就航[23]、臼杵鉄工所臼杵工場建造。
  - 523.48総トン、全長50.30m、型幅8.60m、型深さ3.80m、ディーゼル2基、機関出力2,000ps、航海速力13.71ノット。
  - 旅客定員286名、乗用車22台。
  - 1987年七洋に売船、1989年日本船舶明細書より削除[21]。
- フェリーつしま[22]
  - 1972年10月竣工、同年11月3日就航[23]、田熊造船建造。船舶整備公団共有船。
  - 1,575.61総トン、全長76.11m、貨幅14.00m、型深さ9.60m、ディーゼル4基、機関出力6,400ps、航海速力17.6ノット。
  - 旅客定員910名、乗用車60台。
  - 1989年中国に売船[21]。
- フェリーはかた[22]
  - 1975年4月竣工、同年5月2日就航[23]、内海造船田熊工場建造。船舶整備公団共有船。
  - 1,732.10総トン、全長80.61m、型幅14.00m、型深さ9.60m、ディーゼル4基、機関出力6,400ps、航海速力18.00ノット。
  - 旅客定員931名、乗用車70台。
  - 「フェリーちくし」の就航により1994年に引退、パナマに売船[21]
- フェリーあがた[22]
  - 1979年7月竣工、同月20日就航[23]、内海造船田熊工場建造。船舶整備公団共有船。
  - 1,296.30総トン、全長71.31m、型幅13.40m、型深さ9.10m、ディーゼル2基、機関出力4,200ps、航海速力15.6ノット。
  - 旅客定員478名、乗用車50台または8tトラック15台。
  - 2007年にフィリピンに売船後、ロブレ・シッピング社の「ワンダフル・スターズ（Wounderful Stars）」としてセブ島-オルモック航路に就役している[24]。

- フェリーげんかい[25]

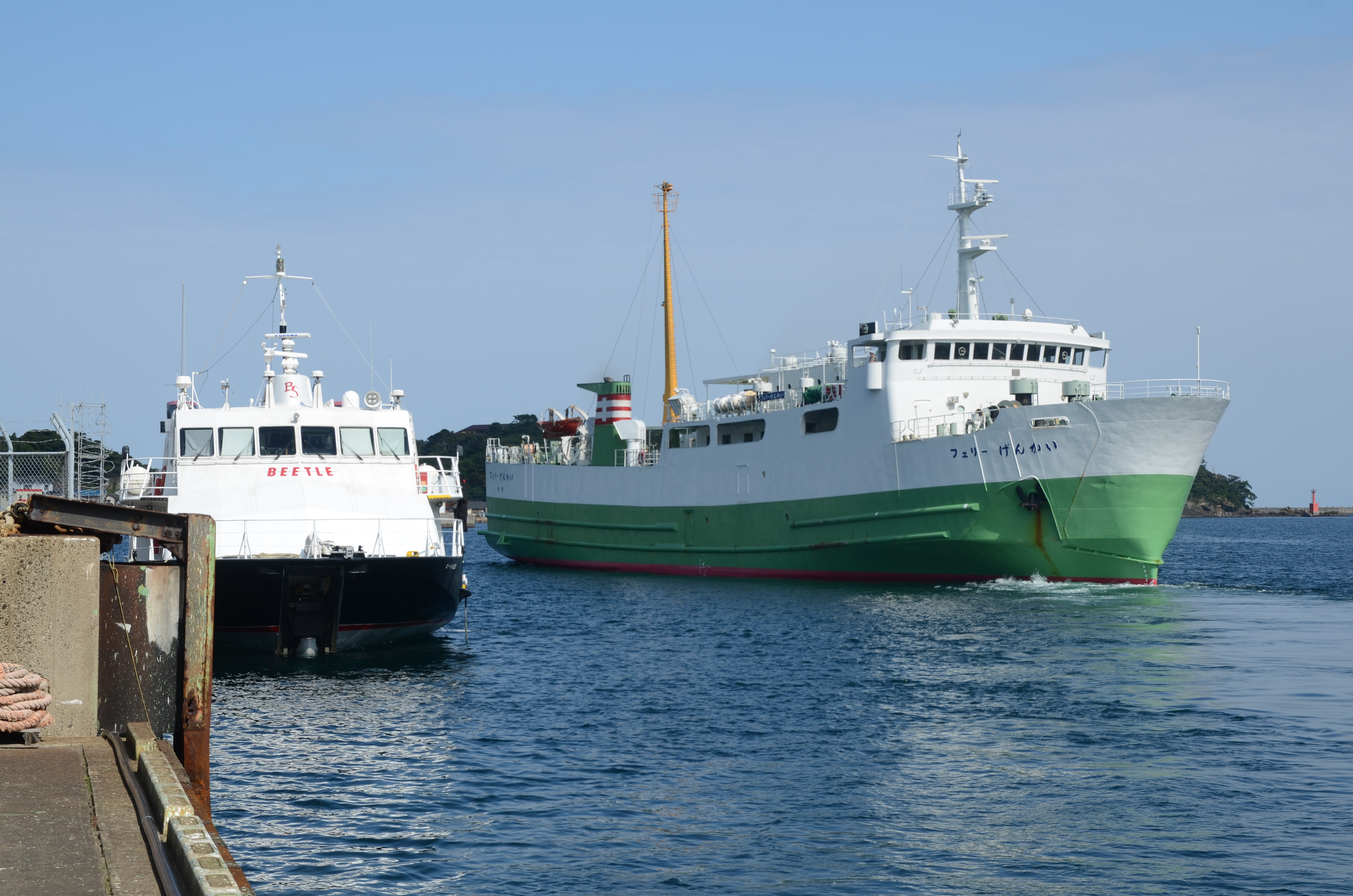
フェリーげんかい

  - 1983年6月竣工、同月19日就航[23]、内海造船田熊工場建造。船舶整備公団共有船。
  - 675総トン、全長65.66m、型幅12.80m、型深さ4.40m、ディーゼル2基、機関出力3,600ps、航海速力14.8ノット。
  - 旅客定員236名、乗用車42台。
  - 呼子 - 印通寺航路に就航、2007年3月「エメラルドからつ」の就航に伴い、博多 - 比田勝航路に転配。
  - 2021年6月の新造船「フェリーうみてらし」の竣工により引退した[9]。

- フェリーあずさ[25]

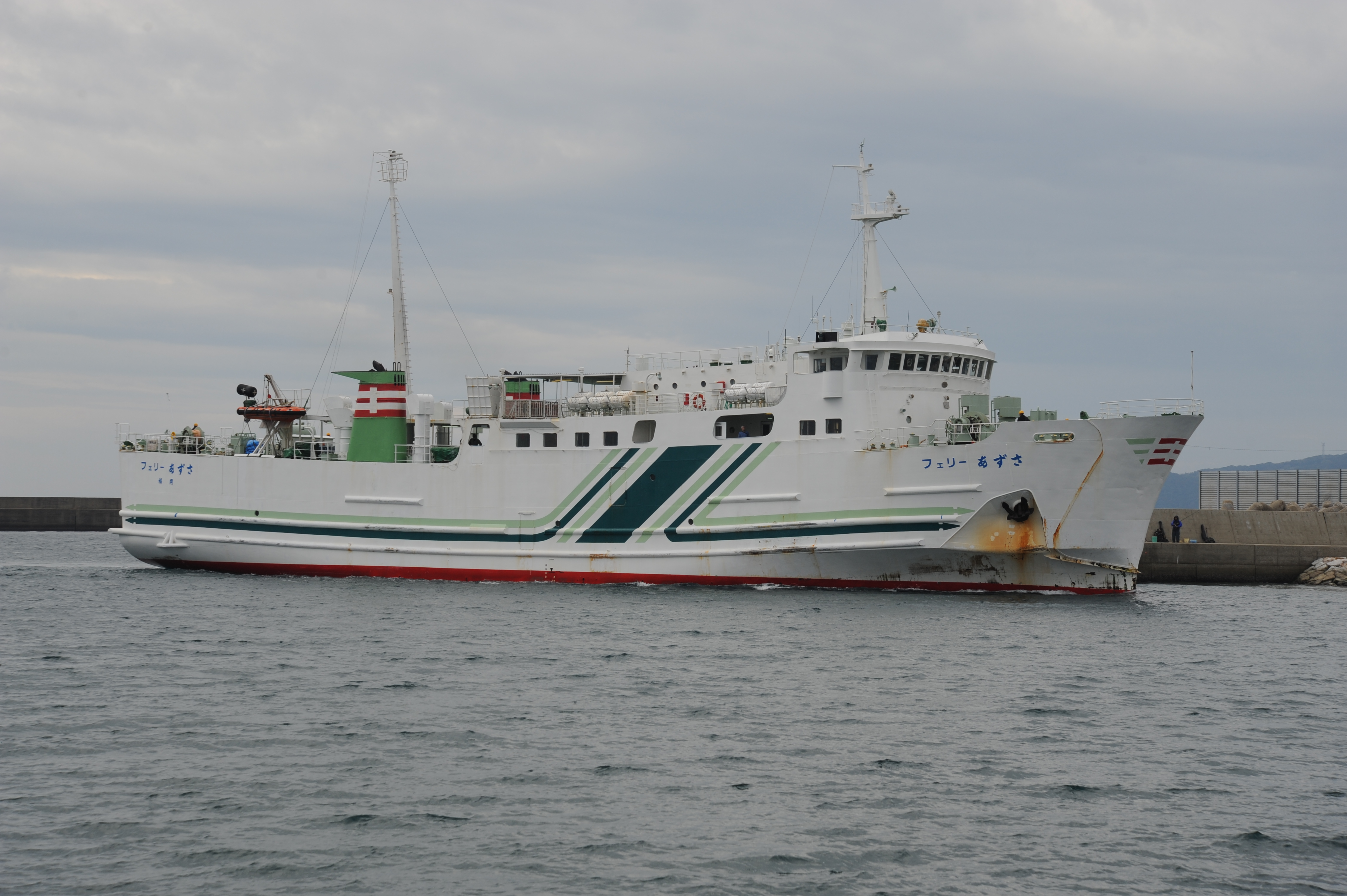
フェリーあずさ

  - 1987年7月竣工、同月18日就航[10]、内海造船田熊工場建造。
  - 683総トン、全長65.66m、型幅12.80m、型深さ4.40m、ディーゼル2基、機関出力3,600ps、航海速力14.8ノット。
  - 旅客定員350名、乗用車43台または8tトラック15台。
  - 呼子(唐津) - 印通寺航路に就航。博多 - 比田勝航路、博多 - 壱岐 - 対馬航路の共通予備船としても使用された。
  - 客室 : 2等のみ
  - 売店・軽食コーナーは就役当初から無かった。
  - 外観塗装は、就航当時は「フェリーげんかい」と同じデザインであったが、のちに「エメラルドからつ」に似たデザインとなった。
  - 「ダイヤモンドいき」の就航により2019年3月31日に引退。売却され、「Lomaiviti Princess VIII」の名でフィジー航路へ投入されている[26]。

- ニューつしま[25]

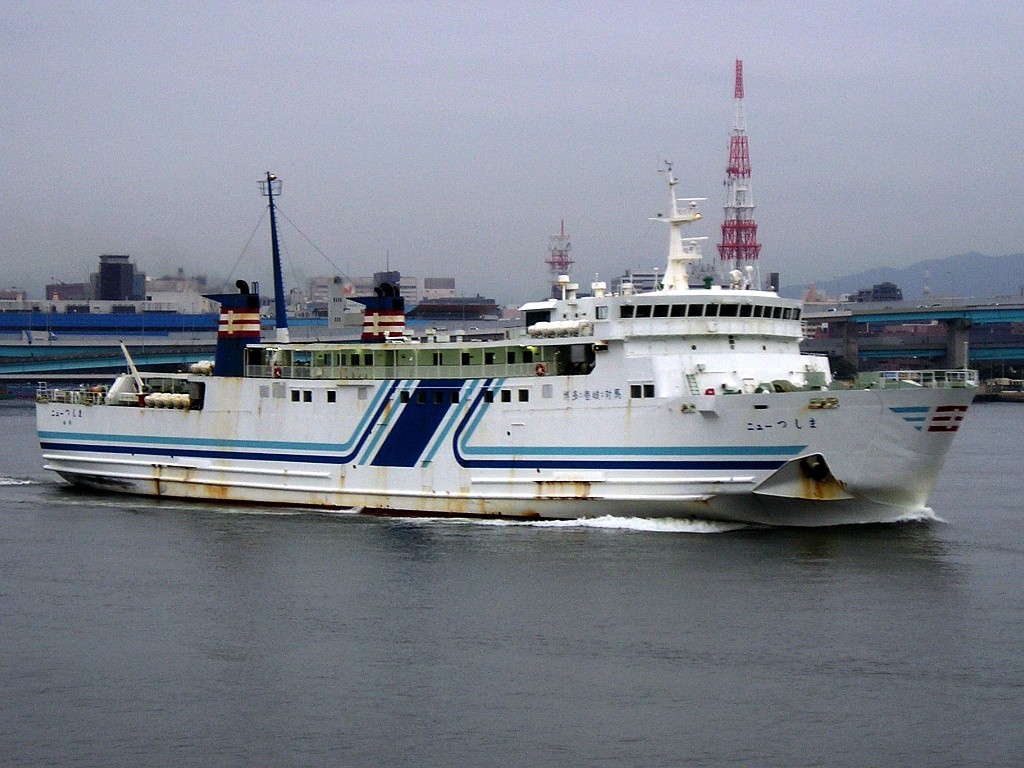
ニューつしま

  - 1989年10月竣工、同月24日就航[10]、神田造船所建造。
  - 1,776総トン、全長93.20m、型幅14.40m、型深さ5.20m、ディーゼル2基、機関出力8,000ps、航海速力19.50ノット。
  - 旅客定員974名、8tトラック26台または乗用車64台。
  - 客室 : 1等、2等指定（特2等）、2等
  - 売店・軽食コーナーは、当初は設置されていたがのちに撤去されている。
  - 「フェリーきずな」の就航により2012年3月31日に引退。売却され、「シャレム（SHALEM）」の名でミンダナオ航路に投入されている[27]。

#### 高速船
- シーエース[22]
  - 1980年7月竣工、同月20日就航[23]、三菱重工業下関造船所建造。
  - 425.17総トン、全長45.00m、型幅7.79m、型深さ3.91m、ディーゼル2基、機関出力4,840ps、航海速力28.0ノット。
  - 旅客定員231名[2]。
  - シ－ホーク・シーホーク2（東海汽船・甑島商船）の準姉妹船である単胴型の高速船で、博多 - 壱岐航路を80分で結んでいたが、荒天となる冬季は運休していた。1991年の「ヴィーナス」の就航により引退した。

## 郵便運送事業
九州本島と壱岐・対馬両島間の郵便運送事業を行っており、郵便車仕様（アルミバンタイプ）の2t-4tトラックを保有している。
博多-壱岐-対馬（及び釜山）間は陸上交通機関のない離島航路であることから、開設時より郵便物の運送を行っており、1949年（昭和24年）以前は政府による郵便物運送命令書を交付され、国庫補助を受けて運送業務を行っていた。同年以降は郵便物運送委託法に基づく運送契約に移行し、1956年（昭和36年）の運送料金改訂（旅客運賃換算方式から貨物運送原価基準へ）を経て継続した。
国庫補助航路の場合、郵便物の受渡しを行う郵便局と船着場の間の輸送も海運業者側の負担とされており、カーフェリー化以前から受渡局-発着港間では郵便車による接続輸送を行っていた。カーフェリー化以降は郵便車を用いて車両航送を行い、積換えを省略するようになった。九州本島（福岡県）側では福岡市東区の新福岡郵便局（2007年3月以前は博多郵便局が受渡局だった）まで自社郵便車を乗り入れて郵便物の受け渡しを行い、海上区間では郵便車をそのまま自社のフェリー（博多発着航路）で航送。壱岐では郷ノ浦港近くの郷ノ浦郵便局に郵便車が発着する（同局から壱岐島内の他の集配郵便局への逓送業務については壱岐交通が実施している）。対馬では島内集配局間の逓送業務も行っている模様である。

## 事業所
- 本社 - 福岡県福岡市博多区神屋町1番27号
- 壱岐支店 - 長崎県壱岐市郷ノ浦町
- 対馬支店 - 長崎県対馬市厳原町
- 東京事務所 - 東京都千代田区
- 大阪事務所 - 大阪市福島区
- 比田勝出張所 - 長崎県対馬市上対馬町
- 箱崎船舶整備場 - 福岡県福岡市東区
JR九州高速船のジェットフォイル整備場とも隣接しており、両社の係船用浮桟橋が並んでいる。
- 比田勝船舶整備場 - 長崎県対馬市上対馬町